# Europaspiele 2019/Teilnehmer (Rumänien)
| Gelbes Symbol für Goldmedaillen mit stilisierten Olympischen Ringen | Graues Symbol für Silbermedaillen mit stilisierten Olympischen Ringen | Braundes Symbol für Bronzemedaillen mit stilisierten Olympischen Ringen |
| ------------------------------------------------------------------- | --------------------------------------------------------------------- | ----------------------------------------------------------------------- |
| 2                                                                   | 3                                                                     | 5                                                                       |

Rumänien nahm mit 130 Athletinnen und Athleten in 15 Sportarten an den Europaspielen 2019 von 21. bis 30. Juni 2019 in Minsk teil.

## Medaillen

### Medaillenspiegel
| Rang   | Sportart    | Gold | Silber | Bronze | Gesamt |
| ------ | ----------- | ---- | ------ | ------ | ------ |
| 1      | Schießen    | 1    | 0      | 0      | 1      |
| 1      | Kanu        | 1    | 0      | 0      | 1      |
| 3      | Tischtennis | 0    | 2      | 0      | 2      |
| 4      | Turnen      | 0    | 1      | 1      | 1      |
| 5      | Sambo       | 0    | 0      | 3      | 3      |
| 5      | Ringen      | 0    | 0      | 1      | 1      |
| Gesamt | Gesamt      | 2    | 3      | 5      | 10     |

### Medaillengewinner
| Name/n                                                              | Sportart         | Wettkampf            |
| ------------------------------------------------------------------- | ---------------- | -------------------- |
| Gold                                                                |                  |                      |
| Laura-Georgeta Coman                                                | Schießen         | 10 m Luftgewehr      |
| Cătălin Chirilă Victor Mihalachi                                    | Kanu             | C2 1000 m            |
| Silber                                                              |                  |                      |
| Ovidiu Ionescu Bernadette Szőcs                                     | Tischtennis      | Mixed Doppel         |
| Bernadette Szőcs Daniela Dorean Elizabeta Samara                    | Tischtennis      | Frauen Mannschaft    |
| Nicolae Barna Dacian Andreea Bogati                                 | Turnen (Aerobic) | Gemischte Paare      |
| Bronze                                                              |                  |                      |
| Kriszta Incze                                                       | Ringen           | Freistil bis 62 kg   |
| Daniela Poroineanu                                                  | Sambo            | Klasse bis 56 kg     |
| Anda Mihaela Vâlvoi                                                 | Sambo            | Klasse bis 64 kg     |
| Alina-Petronela Păunescu                                            | Sambo            | Klasse über 80 kg    |
| Dacian Barna Gabriel Bocser Andreea Bogati Marian Brotei Mihai Popa | Turnen (Aerobic) | Gemischte Mannschaft |

## Teilnehmer nach Sportarten

### Bogenschießen

#### Recurve
| Athleten        | Wettbewerb | Platzierungsrunde | Platzierungsrunde | 1. Runde (64er) | 1. Runde (64er) | 2. Runde (32er) | 2. Runde (32er) | Achtelfinale  | Achtelfinale  | Viertelfinale | Viertelfinale | Halbfinale    | Halbfinale    | Finale        | Finale        | Rang |
| Athleten        | Wettbewerb | Ringe             | Rang              | Gegner          | Ergebnis        | Gegner          | Ergebnis        | Gegner        | Ergebnis      | Gegner        | Ergebnis      | Gegner        | Ergebnis      | Gegner        | Ergebnis      | Rang |
| --------------- | ---------- | ----------------- | ----------------- | --------------- | --------------- | --------------- | --------------- | ------------- | ------------- | ------------- | ------------- | ------------- | ------------- | ------------- | ------------- | ---- |
| Frauen          |            |                   |                   |                 |                 |                 |                 |               |               |               |               |               |               |               |               |      |
| Beatrice Miklos | Einzel     | 610               | 32                | Lisa Unruh      | 2 : 6           | ausgeschieden   | ausgeschieden   | ausgeschieden | ausgeschieden | ausgeschieden | ausgeschieden | ausgeschieden | ausgeschieden | ausgeschieden | ausgeschieden | 33   |

### Radsport

#### Straße
| Athleten                 | Wettbewerb       | Zeit         | Rang |
| ------------------------ | ---------------- | ------------ | ---- |
| Männer                   |                  |              |      |
| Eduard Michael Grosu     | Straßenrennen    | 4:10:58 h    | 40   |
| Eduard Michael Grosu     | Einzelzeitfahren | 36:38,49 min | 25   |
| Valentin Plesea          | Straßenrennen    | DNF          | -    |
| Marius-Cristian Petrache | Straßenrennen    | DNF          | -    |
| Serghei Țvetcov          | Straßenrennen    | DNS          | -    |
| Serghei Țvetcov          | Einzelzeitfahren | 34:46,53 min | 9    |

### Schießen
| Athleten                             | Wettbewerb       | Qualifikation  | Qualifikation | Finale         | Finale        | Rang |
| Athleten                             | Wettbewerb       | Ringe/Scheiben | Rang          | Ringe/Scheiben | Rang          | Rang |
| ------------------------------------ | ---------------- | -------------- | ------------- | -------------- | ------------- | ---- |
| Frauen                               |                  |                |               |                |               |      |
| Roxana Delia Bonte                   | 10 m Luftpistole | 543            | 37            | ausgeschieden  | ausgeschieden | 37   |
| Laura-Georgeta Coman                 | 10 m Luftgewehr  | 626,7          | 5             | 251.3          | 1             | Gold |
| Adela Dohotaru                       | Trap             | 102            | 16            | ausgeschieden  | ausgeschieden | 16   |
| Roxana-Sofia Miklos                  | Skeet            | 107            | 20            | ausgeschieden  | ausgeschieden | 20   |
| Roxana Sidi                          | 10 m Luftgewehr  | 624,9          | 13            | ausgeschieden  | ausgeschieden | 13   |
| Männer                               |                  |                |               |                |               |      |
| Alin Moldoveanu                      | 10 m Luftgewehr  | 623,2          | 25            | ausgeschieden  | ausgeschieden | 25   |
| Mixed                                |                  |                |               |                |               |      |
| Laura-Georgeta Coman Alin Moldoveanu | 10 m Luftgewehr  | 619,1          | 26            | ausgeschieden  | ausgeschieden | 26   |